# Łogodaż
Łogodaż (bułg. Логодаж) – wieś w Bułgarii, w obwodzie Błagoewgrad, w gminie Błagoewgrad. Według Ujednoliconego Systemu Ewidencji Ludności oraz Usług Administracyjnych dla Ludności, 15 marca 2018 roku miejscowość liczyła 320 mieszkańców.

## Osoby związane z miejscowością
- Dimityr Stojanow – bułgarski nauczyciel
- Iwan Bożinow – bułgarski powstaniec[2]
- Stanke Lisiczkow – bułgarski komunista